# Phlegra dhakuriensis
Phlegra dhakuriensis is een spinnensoort in de taxonomische indeling van de springspinnen (Salticidae).
Het dier behoort tot het geslacht Phlegra. De wetenschappelijke naam van de soort werd voor het eerst geldig gepubliceerd in 1974 door Benoy Krishna Tikader.